# Териберка (река)
Тери́берка (кильд. саам. Тырьбэрь) — река в Мурманской области. Длина — 127 км, площадь водосборного бассейна — 2230 км².
Вытекает из озера Репъявр на высоте 205,3 м, впадает в Териберскую губу Баренцева моря. Порожиста. Питание в основном снеговое. Крупнейшие притоки — Мучка, Кольйок, Нарисъяврйок и Алтъяврйок. Проходит через озеро Пуарентъявр.
На реке в 1976—1990 годах построен каскад из двух гидроэлектростанций, образующих Верхнетериберское и Нижнетериберское водохранилища. В устье реки расположено село Териберка.